# Leichtathletik-Länderkampf der Männer 1929 Schweiz – Deutschland
| 4. Leichtathletik-Länderkampf mit deutscher Beteiligung 1929 | 4. Leichtathletik-Länderkampf mit deutscher Beteiligung 1929 |
| ------------------------------------------------------------ | ------------------------------------------------------------ |
|                                                              |                                                              |
| Ländervergleich der Männer: Schweiz – Deutschland            |                                                              |
| Austragungsort                                               | Zürich                                                       |
| Wettbewerbe                                                  | 15                                                           |
| Datum                                                        | 1. September 1929                                            |
| 1. GER 2. SUI                                                | 83 Punkte 54 Punkte                                          |
| Chronik                                                      |                                                              |
| ← FRA-GER (M)                                                | JPN-GER (M) →                                                |

Im vierten Vergleich des Leichtathletik-Länderkampfjahres 1929 kam es zum neunten Aufeinandertreffen von Deutschlands Männern mit den Sportlern aus der Schweiz. Die insgesamt sechzehnte deutsche Länderbegegnung wurde am 1. September in der Schweizer Stadt Zürich ausgetragen, die zum ersten Mal Gastgeber eines Länderkampfs mit deutscher Beteiligung war. Da am selben Tag auch der Ländervergleich mit Frankreich stattfand, trat Deutschland hier wie 1928 mit einer zweiten Besetzung an. Deutschlands Sieg fiel mit 83 Punkten gegenüber 54 Punkten des Schweizer Teams wieder deutlich aus, wenn auch mit etwas geringerem Abstand als im letzten Jahr.

## Modus
Die Regeln waren dieselben wie bei den letzten Aufeinandertreffen und wichen damit wie im Vorjahr ab vom Wertungssystem des parallel stattfindenden Länderkampfs mit Frankreich. Jede Mannschaft trat in den Einzelwettbewerben mit je zwei Teilnehmern an. Doch hier erhielten die Sieger jeweils vier statt fünf Punkte, die Zweitplatzierten jeweils drei und die Drittplatzierten je zwei Punkte. Die Athleten auf dem jeweils vierten Rang kamen noch mit je einem Punkt in die Wertung. In den beiden Staffeln brachte Platz eins drei Punkte und Platz zwei einen Punkt.

## Legende
Kurze Übersicht zur Bedeutung der Symbolik – so üblicherweise auch in sonstigen Veröffentlichungen verwendet:
| DSQ   | disqualifiziert |
| k. A. | keine Angabe    |

## Resultate

### 100 m
| Platz | Athlet           | Land | Zeit (s) |
| ----- | ---------------- | ---- | -------- |
| 1     | Helmut Körnig    | GER  | 10,6     |
| 2     | Hermann Schlöske | GER  | 11,0     |
| 3     | Max Vogel        | SUI  | 11,0     |
| 4     | Enderli          | SUI  | k. A.    |

### 200 m
| Platz | Athlet             | Land | Zeit (s) |
| ----- | ------------------ | ---- | -------- |
| 1     | Helmut Körnig      | GER  | 22,0     |
| 2     | Hermann Schlöske   | GER  | 22,6     |
| 3     | Max Vogel          | SUI  | 22,7     |
| 4     | Emmanuel Goldsmith | SUI  | k. A.    |

### 400 m
| Platz | Athlet          | Land | Zeit (s) |
| ----- | --------------- | ---- | -------- |
| 1     | Hans Schneider  | SUI  | 50,1     |
| 2     | Richard Krebs   | GER  | 50,3     |
| 3     | Wilhelm Single  | GER  | 50,5     |
| 4     | Viktor Goldfarb | SUI  | k. A.    |

### 800 m
| Platz | Athlet              | Land | Zeit (min) |
| ----- | ------------------- | ---- | ---------- |
| 1     | Friedrich Kaufmann  | GER  | 2:06,8     |
| 2     | Bec                 | SUI  | 2:06,9     |
| 3     | Wilhelm Tarnogrocki | GER  | 2:07,1     |
| 4     | Franz Rammelmeyer   | SUI  | k. A.      |

### 1500 m
| Platz | Athlet           | Land | Zeit (min) |
| ----- | ---------------- | ---- | ---------- |
| 1     | Fritz Schilgen   | GER  | 4:06,5     |
| 2     | Oschwald         | SUI  | 4:08,2     |
| 3     | Hermann Walpert  | GER  | 4:11,8     |
| 4     | Georges Nydegger | SUI  | k. A.      |

### 5000 m
| Platz | Athlet         | Land | Zeit (min) |
| ----- | -------------- | ---- | ---------- |
| 1     | Otto Petri     | GER  | 15:30,8    |
| 2     | Otto Kohn      | GER  | 15:43,8    |
| 3     | William Marthe | SUI  | 15:48,0    |
| 4     | Verner         | SUI  | k. A.      |

### 110 m Hürdenlauf
| Platz | Athlet          | Land | Zeit (s)                   |
| ----- | --------------- | ---- | -------------------------- |
| 1     | Hans Schneider  | SUI  | 15,5                       |
| 2     | Hans Steinhardt | GER  | 16,1                       |
| 3     | Max Stauber     | SUI  | k. A.                      |
| DSQ   | Kurt Weiß       | GER  | mehr als 2 Hürden gerissen |

Anmerkung zur Disqualifikation:
In den frühen Jahren der Leichtathletik durften in den Rennen über 110 und über 400 Meter Hürden höchstens zwei Hürden gerissen werden, ansonsten wurde eine Disqualifikation ausgesprochen.

### 4 × 100 m Staffel
| Platz | Besetzung       | Land                                                            | Zeit (s) |
| ----- | --------------- | --------------------------------------------------------------- | -------- |
| 1     | Deutsches Reich | Helmut Körnig Wilhelm Grosser Alexander Nathan Hermann Schlöske | 42,1     |
| 2     | Schweiz         | Max Vogel Enderli Moritz Straub Alfred Sutter                   | 43,6     |

### 4 × 400 m Staffel
| Platz | Besetzung       | Land                                                       | Zeit (min) |
| ----- | --------------- | ---------------------------------------------------------- | ---------- |
| 1     | Deutsches Reich | Wilhelm Tarnogrocki Kurt Weiß Richard Krebs Wilhelm Single | 3:20,8     |
| 2     | Schweiz         | Franz Rammelmeyer Viktor Goldfarb Bec Hans Schneider       | 3:25,0     |

### Hochsprung
| Platz | Athlet                 | Land | Höhe (m) |
| ----- | ---------------------- | ---- | -------- |
| 1     | Wolf Boneder           | GER  | 1,80     |
| 1     | Hermann Schwarzfischer | GER  | 1,80     |
| 3     | Max Stauber            | SUI  | 1,75     |
| 4     | Laubert                | SUI  | 1,70     |

### Stabhochsprung
| Platz | Athlet             | Land | Höhe (m) |
| ----- | ------------------ | ---- | -------- |
| 1     | Adolf Meier        | SUI  | 3,60     |
| 2     | Erich Stechemesser | GER  | 3,50     |
| 2     | Willi Kiesow       | GER  | 3,50     |
| 4     | Kirchhofer         | SUI  | 3,30     |

### Weitsprung
| Platz | Athlet        | Land | Weite (m) |
| ----- | ------------- | ---- | --------- |
| 1     | Kurt Molle    | GER  | 7,11      |
| 2     | Adolf Meier   | SUI  | 7,01      |
| 3     | Alfred Sutter | SUI  | 6,75      |
| 4     | Hugo Barth    | GER  | 6,70      |

### Kugelstoßen
| Platz | Athlet          | Land | Weite (m) |
| ----- | --------------- | ---- | --------- |
| 1     | Emil Hirschfeld | GER  | 15,90     |
| 2     | Heinrich Vogler | SUI  | 13,29     |
| 3     | Kurt Weiß       | GER  | 13,16     |
| 4     | Spartaco Zeli   | SUI  | 12,68     |

### Diskuswurf
| Platz | Athlet          | Land | Weite (m) |
| ----- | --------------- | ---- | --------- |
| 1     | Emil Hirschfeld | GER  | 44,53     |
| 2     | Kurt Weiß       | GER  | 38,83     |
| 3     | Heinrich Vogler | SUI  | 37,62     |
| 4     | Ernst Bachmann  | SUI  | 35,18     |

### Speerwurf
| Platz | Athlet            | Land | Weite (m) |
| ----- | ----------------- | ---- | --------- |
| 1     | Gottfried Weimann | GER  | 62,63     |
| 2     | Jack Schumacher   | SUI  | 56,06     |
| 3     | Hugo Barth        | GER  | 54,34     |
| 4     | Adolf Meier       | SUI  | 54,32     |